# Анита (Ајова)
Анита (енгл. Anita) град је у америчкој савезној држави Ајова. По попису становништва из 2010. у њему је живело 972 становника.

## Демографија
Према попису становништва из 2010. у граду је живело 972 становника, што је -77 (-7.3%) становника више него 2000. године.
| Група             | 2000.         | 2010.       |
| Белци             | 1.036 (98,8%) | 962 (99,0%) |
| Афроамериканци    | 0 (0,0%)      | 0 (0,0%)    |
| Азијати           | 1 (0,1%)      | 2 (0,2%)    |
| Хиспаноамериканци | 5 (0,5%)      | 6 (0,6%)    |
| Укупно            | 1.049         | 972         |